# Museu das Belas Artes (Zurique)
O Museu das Artes de Zurique, Suíça  - mais exactamente a Casa da Arte, o  Kunsthaus alemão - foi fundado em 1787. Possui uma vasta colecção dos chamados Antigos Mestres, do período gótico tardio, pintura holandesa, pintura flamenga, barroco italiano com Giambattista Pittoni (Nativité) ou obras de Modigliani (La Femme de chambre), a pintura Suíça  e a maior colecção das obras de Alberto Giacometti . 
Conjuntamente com o Museu de Arte e História de Genebra, e o Museu das Belas Artes (Basileia) possui uma das principais colecções suíças de arte da renascença aos nossos dias.

## Ligação Externa
- Sitio do Kunsthaus Zurique (Fr, En)
- Sitio da Fundação Alberto Giacometti (En)
- MySwitzerland Kunsthaus Zurique (Pt)